# Agustí Chalaux i de Subirà

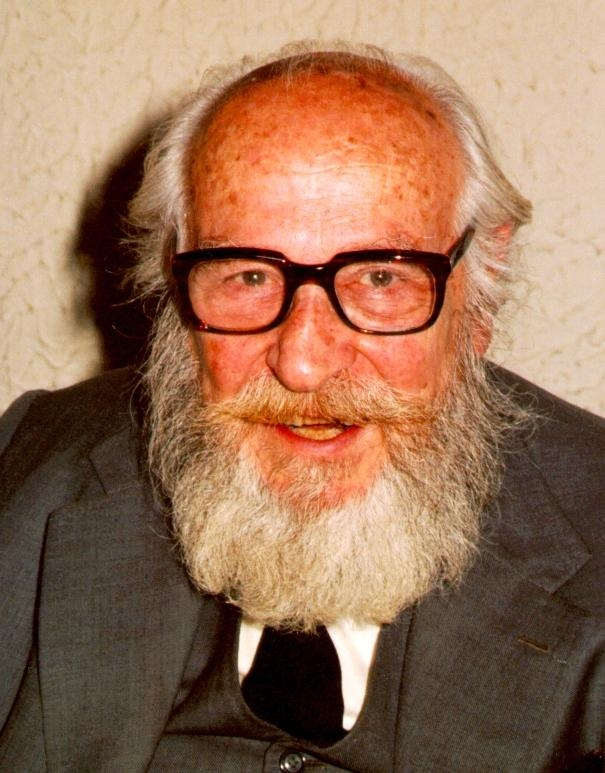
Agustí Chalaux i de Subirà

Agustí Chalaux i de Subirà (* 19. Juli 1911 in Sant Genís dels Agudells; † 26. April 2006 in Barcelona) war ein katalanischer Gelehrter, der ein politisches, ökonomisches und soziales Modell entworfen hat, das Machtmissbrauch, Armut und Korruption so weit möglich verringern soll.

## Biographie
Am 19. Juli 1911 wurde er in Sant Genís dels Agudells geboren, damals ein Dorf mit 15 Einwohnern, heute ein Viertel im Stadtteil Horta-Guinardó in Barcelona. Sein Vater war ein französischer Industrieller, der eine Wollfärberei in der Almogàvers-Straße in Barcelona besaß. Seine Mutter stammte aus der Subirà-Familie, traditionelle katalanische Karlisten. Mit vier Jahren kam er in die Montessori-Schule, eine der ersten in Europa. Mit neun Jahren wurde er nach Frankreich geschickt, um dort zur Schule zu gehen. Er blieb bis zu seinem Abitur In Toulon.
Mit 14 Jahren lernte er den Bankier Horace Finaly kennen, der ihn in den folgenden 14 Jahren stark beeinflusste und ihm riet, Chemie zu studieren. Das tat Agustí Chalaux dann in der Universität Mülhausen. Er lernte dort die wissenschaftliche Methodik kennen, die in der Physik und in der Chemie angewendet wird; es entstand in ihm der Wunsch, mit ähnlicher Präzision und Strenge auch soziale und wirtschaftliche Phänomene zu untersuchen.
Er kam in Kontakt mir politischen Gruppen, zuerst katalanistischen, später libertären. Den Beginn des spanischen Bürgerkrieges erlebte er in Barcelona, wo er seine Studien fortsetzte und zugleich die väterliche Fabrik verwaltete. Diese wurde weder nationalisiert noch kollektiviert, sondern er arbeitete mit den Anarchisten zusammen, die ihn „Xaló“ nannten.
1939 ging er ins Exil nach Paris, wo er den Ausbruch des Zweiten Weltkrieges erlebte. Er wurde eingezogen und besuchte die Artillerie-Offiziersschule. Nach der deutschen Besatzung demobilisierte ihn die Pétain-Regierung, woraufhin er seine Studien fortsetzte.
Er kehrte 1945 nach Katalonien zurück. Er war ein eifriger Leser von La Semana Internacional („Die Internationale Woche“), die Joan Bardina in Chile herausgab, dessen Denken ihn ebenfalls beeinflusste.
Als 1956 die Sowjetunion Ungarn besetzte, erkannte er nach eigenen Angaben, dass Gewalt ein ungeeignetes Mittel zur Durchsetzung von politischen Zielen ist.
Seine Arbeit als Chemiker gab er 1968 auf. Er beteiligte sich an der Universitat al Carrer („Straßenuniversität“), die später als Institut de Cultura Popular („Institut für Volkskultur“) institutionalisiert wurde.
Auf seine Anregung hin baute Lluís Maria Xirinacs zusammen mit anderen Personen eine Organisation auf, die sich dem Studium und der Verbreitung seines damals neuen politischen, ökonomischen und sozialen Modells widmete. Am 25. Oktober 1984 wurde das Centre d’Estudis Joan Bardina, mit Sitz in der früheren väterlichen Fabrik, gegründet.
Er veröffentlichte mehrere Bücher und Denkschriften über seine programmatischen Ideen.
Agustí Chalaux starb am 26. April 2006 in Barcelona.

## Werke
- Introducció al sistema general („Einführung in das herrschende System“), mit Magdalena Grau Figueras. 11. September 1983.
- Una eina per a construir la pau („Wie der Frieden errichtet werden kann“), 1. Juli 1984.
- Assaig sobre moneda, mercat i societat („Lehrstück über Geld, Markt und Gesellschaft“) mit Magdalena Grau Figueras, 1984.
- Moneda telemàtica i estratègia de mercat („Telematisches Geld und Marktstrategien“), mit Magdalena Grau Figueras, 1985.
- Glossari de termes inequívocs („Glossar eindeutiger Begriffe“), 1986.
- Disseny de Civisme („Entwurf eines Bürgersinns“), 1988.
- La plutarquia i altres relats („Die Plutokratie und andere Geschichten“), 1991.
- Martí Olivella Solé: El poder del diner („Die Macht des Geldes“), Preis Joaquim Xirau, 1991.
- Sistema General: „Economia i Societat“ („Das herrschende System: Ökonomie und Gesellschaft“) mit Lluís Maria Xirinacs, 6. Dezember 1996.
- El capitalisme comunitari („Vergesellschafteter Kapitalismus“), 12. Februar 2000.
- Història del capitalisme comunitari („Geschichte des vergesellschafteten Kapitalismus“), 17. Februar 2001.